# Секереш, Имре
Имре Секереш (венг. Szekeres Imre; род. 9 сентября 1950, Сольнок, Венгрия) — венгерский государственный и политический деятель, министр обороны Венгерской Республики (2006—2010).

## Биография

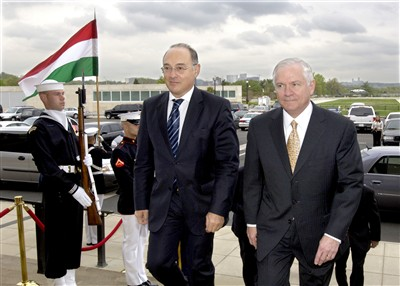
Имре Секереш встречает Роберта Гейтса

Выпускник химического факультета Университета Паннония в г. Веспрем (University of Pannonia). После окончания университета в течение трех лет занимался исследовательской работой в Институте кибернетики при альма матер. В 1977 защитил докторскую диссертацию. Тема диссертации — «Развитие искусственного разума».
В 1985 году депутат городского Совета Веспрема, позже заместитель председателя горсовета.
В октябре 1989 года был одним из основателей Венгерской социалистической партии (MSZP), в 1990 — секретарь, в 1994—1998 — Вице-председатель ВСП (MSZP). Возглавлял предвыборную кампанию партии в 1994 и 1998 гг.
В 2004 и 2007 годах переизбирался на пост заместителя председателя Венгерской социалистической партии.
Депутат Национального собрания (парламента) Венгрии 1994, 1998 и 2006 годов, где возглавлял ряд ведущих комитетов. В 1994—1998 гг. был председателем парламентского клуба ВСП. С 1998 до 2002 возглавлял парламентский бюджетно-финансовый комитет.
С мая 2002 по октябрь 2004 — государственный секретарь в администрации премьера Петера Медьеши.
В 2006—2010 годах — министр обороны Венгрии в правительстве Ференца Дьюрчаня, затем Гордона Байнаи.
На посту министра обороны Венгрии добился начала строительства в г. Папа (близ Будапешта) стратегической авиабазы НАТО.
Дал согласие на увеличение венгерского военного контингента в Афганистане.
Лично покровительствовал Венгерским военно-воздушным силам.